# Franco togolés
El franco fue la moneda de la República Togolesa. En la actualidad, Togo utiliza el franco CFA de África Occidental, pero, entre 1924 y 1956, se ha emitido dinero destinado pura y exclusivamente para que circule dentro del territorio togolés.

## Historia
Entre 1884 y 1914, el marco alemán era la moneda de Togo ya que el Imperio Alemán era la potencia colonial que gobernaba en dicho territorio. En 1914, el Togo fue ocupado por fuerzas británicas y francesas. Togo se ha dividido en dos territorios uno británico, que luego se convertiría en Ghana, y otro francés, donde el franco francés fue aprobado. En 1924 comenzaron a emitirse monedas para su exclusivo uso en Togo. Estas numismas fueron emitidas de forma intermitente hasta 1956 cuando fue reemplazada definitivamente por el franco CFA.

## Monedas
En 1924, monedas de 50 céntimos, 1 y 2 francos, acuñadas en bronce de aluminio, fueron puestas en circulación. En 1948, se acuñaron en aluminio monedas de 1 y 2 francos, éstas fueron seguidas por la moneda de bronce de aluminio valuada en 5 francos en 1956.